# 第26回気候変動枠組条約締約国会議
COP26（こっぷ26）としても知られる第26回気候変動枠組条約締約国会議（だい26かいきこうへんどうわくぐみじょうやくていやくこくかいぎ、COP26 英: United Nations Climate Change conference）は、2020年11月9日から11月20日の日程で英国スコットランド・グラスゴーで開催を予定されていたが、後述の通り、コロナ禍のため2021年に延期された。
この会議には、国連気候変動枠組条約第26回締約国会議、京都議定書の第16回締約国会議、パリ協定の第3回締約国会議が組み込まれる。
新型コロナウイルス感染症の世界的流行により世界的に人々の移動が厳しく制限されるようになった2020年4月1日、イギリス政府はCOP26の2021年への延期を決め、5月28日に開催日程を2021年11月1日から12日までとすると発表した。（アンバサダーは韓国のBLACKPINK。）

## 主な合意

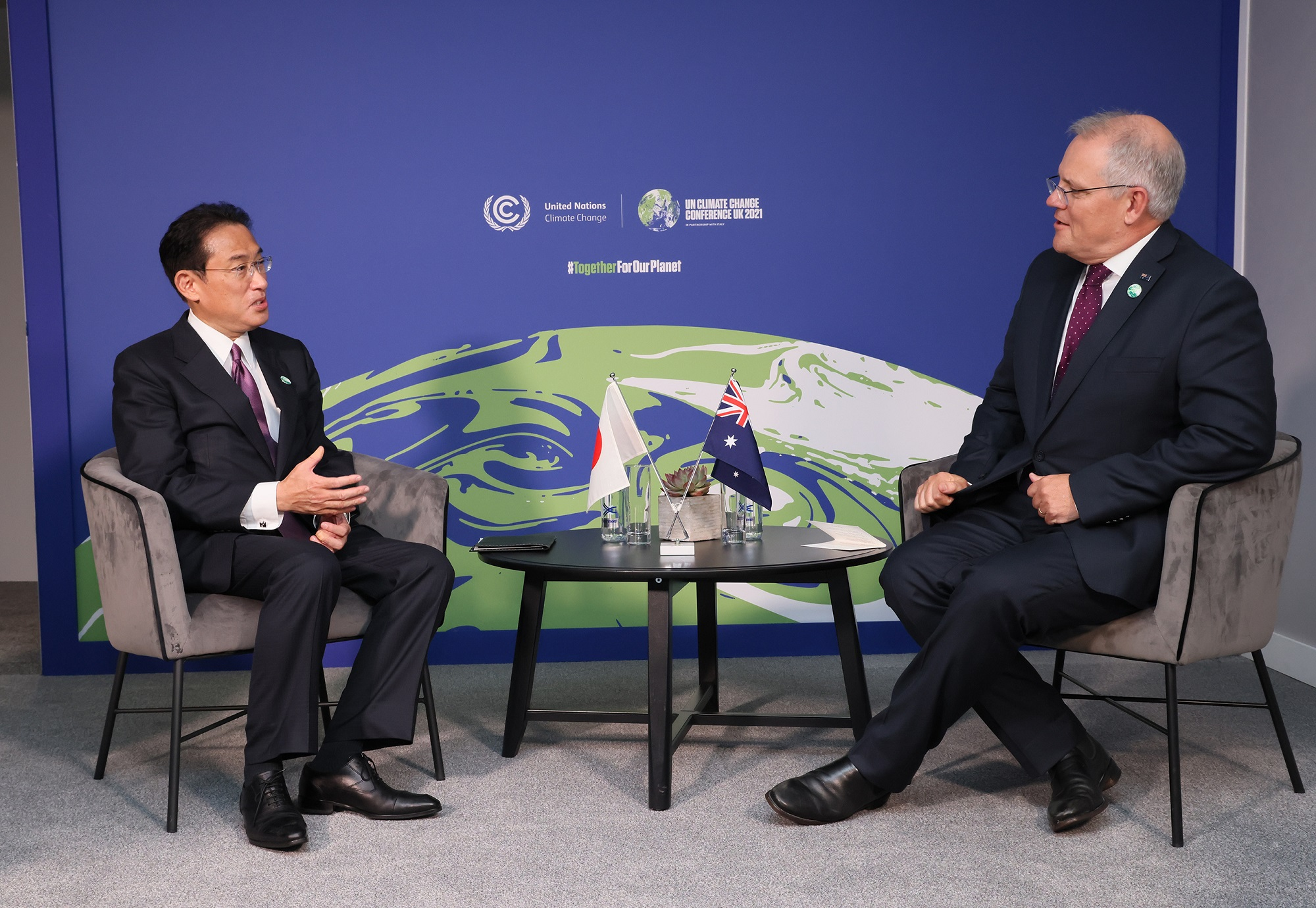
日本国内閣総理大臣岸田文雄とオーストラリア連邦首相スコット・モリソン

### 森林破壊
世界の森林面積の85%を占める100か国以上（カナダ・ロシア連邦・アメリカ合衆国・コンゴ民主共和国など）が2030年までに終了することで合意。

### 金融
気候変動適応策や地球温暖化対策は同意の主要なトピックとなった。
パリ協定では2020年までに発展途上国のために1000億米ドルの拠出に合意。しかし、裕福な国家がそれに応えることに失敗。OECD参加国が2023年までに合意する可能性は低い。

### 石炭
南アフリカ共和国は石炭依存解消のために85億ドルを受け取ることとなった。
チリ・ポーランド・ウクライナ・大韓民国・インドネシアおよびベトナムは2030年代までに石炭の利用を終了することを宣言。ただし、アメリカ合衆国や中華人民共和国、インドといった主要利用国は同意に至っていない 。

### メタン
メタン (CH4) の排出量削減に米国その他の国家が同意。
80か国以上が2030年までに30%削減することに署名。